# تنگه لومبوک

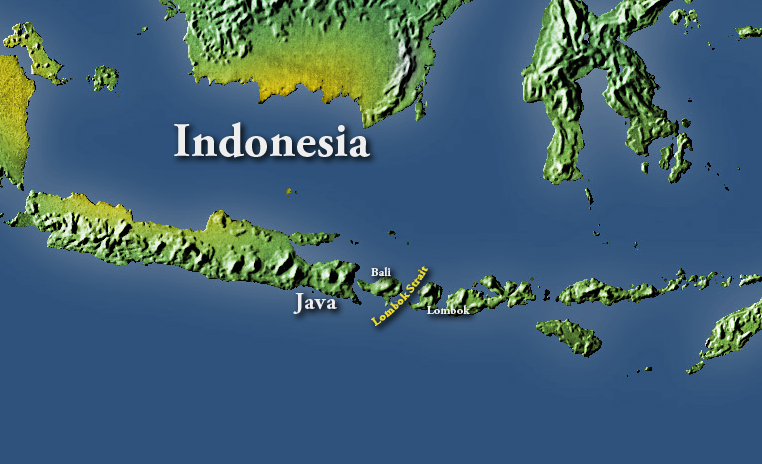
leftt

تنگه لومبوک (انگلیسی: Lombok Strait) تنگه‌ای است که دریای جاوه را به اقیانوس هند پیوند می‌دهد. این تنگه در کشور اندونزی و بین دو جزیره بالی و لومبوک قرار گرفته است. باریکترین جای تنگه لومبوک در جنوب آن است که ۲۰ کیلومتر پهنا دارد. بیشینه پهنای تنگه لومبوک ۴۰ کیلومتر و طول این تنگه حدود ۶۰ کیلومتر است. عمق آن ۲۵۰ متر است.